# دايجورو كوندو
دايجورو كوندو (باليابانية: 近藤 台五郎) (مواليد 1 يونيو 1907)، هو لاعب كرة قدم ياباني سابق كان يلعب كمدافع. سبق له أن لعب مع منتخب اليابان.

## وصلات خارجية
- دايجورو كوندو على موقع ناشيونال فوتبول تيمز (الإنجليزية)

- National Football Teams
- Japan National Football Team Database